# Baden-Rodemachern
El Margraviato de Baden-Rodemachern (en alemán: Markgrafschaft Baden-Rodemachern) fue un estado gobernado por una línea colateral de los Margraves de Baden-Baden y Rodemachern, que existió desde 1556 hasta 1666. 
El margraviato consistía de los señoríos de Rodemachern, Useldange y Hesperange, que originalmente pertenecían al Ducado de Luxemburgo.

## Historia

### Adquisición del territorio por los margraves de Baden
Cristóbal I de Baden fue nombrado gobernador general por Maximiliano I de Habsburgo y se le concedió la propiedad prendaria del ducado de Luxemburgo. En 1479, recibió el castillo y el señorío de Useldange, el cual era un feudo del ducado de Luxemburgo. En 1492, también recibió el castillo y el señorío de Rodemachern y Hesperange.   El anterior propietario, Gerhart von Rodemachern, había luchado del lado de Francia contra el duque Maximiliano y fue expropiado por felonía.

### Creación del Margraviato
La rama de Baden-Rodemachern surgió de una división de herencia entre los hijos del margrave Bernardo III de Baden-Baden, Filiberto y Cristóbal II. Según lo estipulado en el tratado de partición, Cristóbal recibió los señoríos de Rodemachern, Useldange y Hesperange. Aún así, debido a los deseos de Cristóbal II de viajar, dejó el gobierno a su hermano Filiberto por una suma anual de 4.000 florines hasta 1566, cuando Cristóbal finalmente se asentó en Rodemachern. 

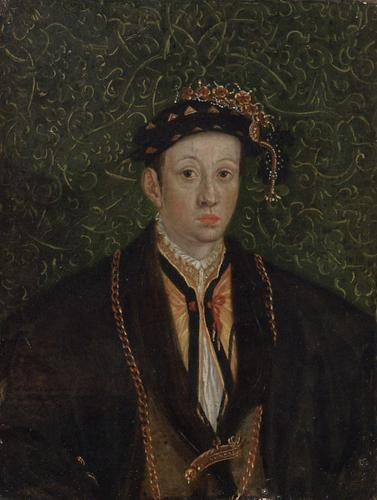
Cristóbal II de Baden-Rodemachern

Cuando su hijo Eduardo Fortunato adquirió Baden-Baden, en vez de anexar Rodemachern, cedió el señorío a su hermano Felipe III. Con la muerte del sobrino nieto de Felipe, el margrave Carlos Guillermo Eugenio, en 1666, la línea colateral de Rodemachern se extinguió, y los territorios pasaron al margrave Guillermo de Baden-Baden. Por razones feudales, los dominios luxemburgueses no fueron objeto del tratado de herencia de Baden de 1765, sino que fueron entregados por el margrave Augusto Jorge de Baden-Baden al margrave Carlos Federico de Baden-Durlach cuando se firmó el 28 de enero de 1765. Esto significó que cuando los dos margraviatos de Baden se reunieron en 1771, ya habían pertenecido a Carlos Federico durante seis años.

### Vasallos de laCorona Francesa
Como resultado de la Paz de los Pirineos, firmada el 7 de noviembre de 1659, Diedenhofen, y sus alrededores, fue cedido de España a Francia.  Francia, tras esto, reclamó la soberanía de Rodemachern ya que, según su punto de vista, pertenecía a los territorios dependientes del Preboste de Diedenhofen, que también fueron cedidos, una reclamación que fue vehementemente impugnada por el lado hispano-luxemburgués. El Señorío de Hesperange, a su vez, fue visto por Francia como un territorio dependiente del Señorío de Rodemachern, y, por ende, también deberían ser anexados. En el Tratado de Aquisgrán (1668), el artículo de la Paz de los Pirineos relativo a Thionville fue confirmado sin más especificaciones y el conflicto quedó sin resolver. La Paz de Nimega tampoco condujo a una resolución de esta disputa, ya que España era demasiado débil para imponer su punto de vista, y Francia se contentó con simplemente crear hechos sobre este punto marginal en la disputa general con los Habsburgo. El 30 de diciembre de 1678, Francia ocupó el señorío de Rodemachern.  En el Tratado de Versalles del 16 de mayo de 1769 entre Francia y Austria, Austria renunció a la soberanía sobre los territorios ocupados por Francia como dependencias de Thionville. 

### Fin del dominio de los señores de Baden-Baden
El margrave Luis Guillermo, en 1701, inició negociaciones para vender las posesiones en Luxemburgo, pero éstas resultaron infructuosas.
Después de la reunificación de los margraviatos de Baden, el consejero y registrador de Baden, FM Vierordt, investigó el desarrollo legal de las posesiones de Baden en Luxemburgo y resumió sus hallazgos en una obra de cuatro volúmenes en 1782.
Baden continuó manteniendo su soberanía hasta 1796. En el tratado de paz del 22 de agosto de 1796, el margraviato cedió todos los derechos sobre los señoríos de Rodemachern y Hesperange a Francia, aunque en los artículos secretos de este tratado de paz Francia ya había hecho promesas concretas de compensación mediante la secularización de ciertos territorios eclesiásticos en la orilla derecha del Rin a favor del Margraviato de Baden. 
A Baden se le fueron entregados uj total de 296 km² y 15.430 habitantes por la Ley de Diputación Imperial de 1803, a cambio de las áreas en la orilla izquierda del Rin bajo la soberanía de Baden (no soberanía estatal).  El inventario compilado por Vierordt en 1782 sirvió al margrave en las negociaciones con Francia entre 1796 y 1802 con respecto a la compensación por las pérdidas territoriales en la orilla izquierda del Rin.  Dado que Francia finalmente dictó en gran medida la Ley de Diputación Imperial, estas fueron las negociaciones decisivas. En conclusión, el gobierno señorial de Baden sobre Rodemachern duró de 1492 a 1796 por poco más de 300 años.

## Margraves de Baden-Rodemachern

### Primera creación, 1536-1596
- 1536-1575: Cristóbal II
- 1575-1596: Eduardo Fortunato

### Segunda creación, 1622-1666
- 1622-1664: Germán Fortunato I
- 1664-1666: Carlos Guillermo I